# Puya chilensis
Puya chilensis, conocida como chagual, maguey, cardón o puya, es una especie de planta terrestre, bromélida, originaria de las estribaciones áridas andinas de Chile. 

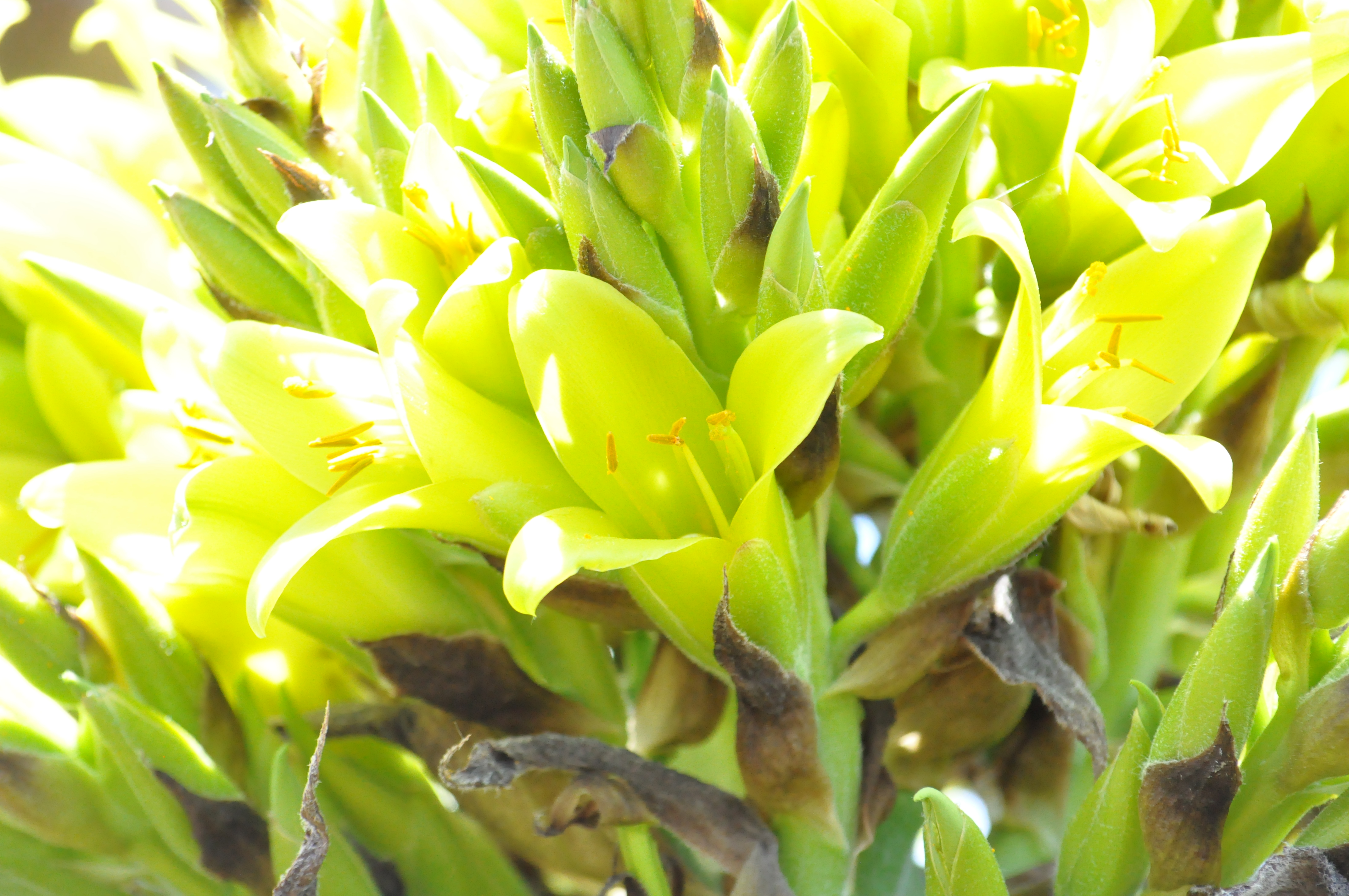
Flores amarillas características de la Puya chilensis

## Descripción
Es una especie perenne que forma rosetas grandes, densas de seudohojas gris verdosas, con márgenes espinosos. Las flores verde amarillentas están en espigas de más de 2 m  de altura (no es raro 35 decímetro), y se asemejan a una maza medieval. Fruto cápsula con semillas aladas.
Se multiplica bien por plántulas; pudiendo colonizar grandes áreas. Crece lentamente, pudiendo tardar veinte años o más en  florecer. Sus espinas están tan bien montadas apuntando hacia todos los ángulos, y es común que queden atrapadas aves y otros pequeños animales; que, impedidos de escapar, mueren de hambre y sus restos caídos cerca dan nutrientes adicionales al cardón.

## Cultivo

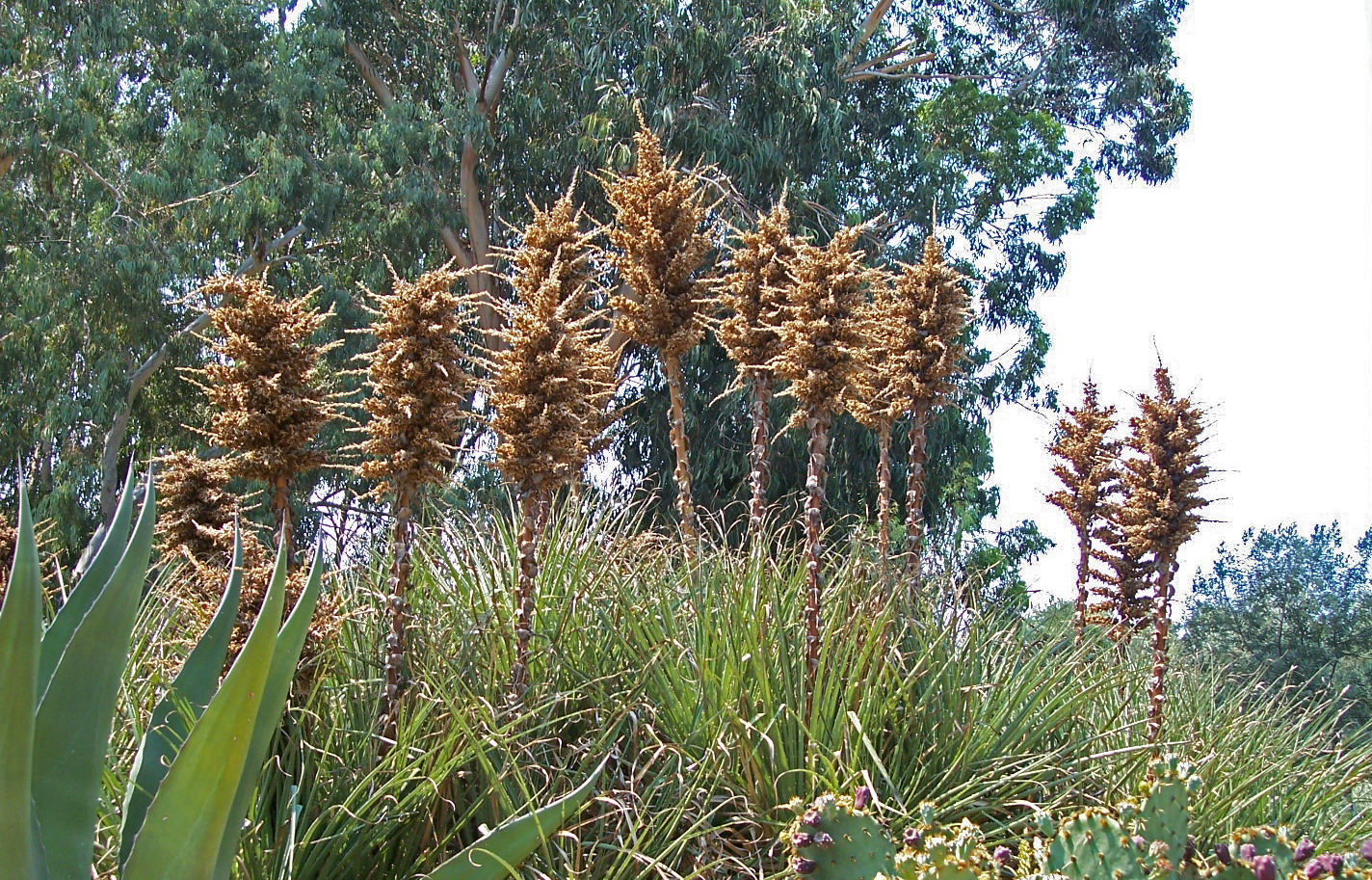
Puya chilensis

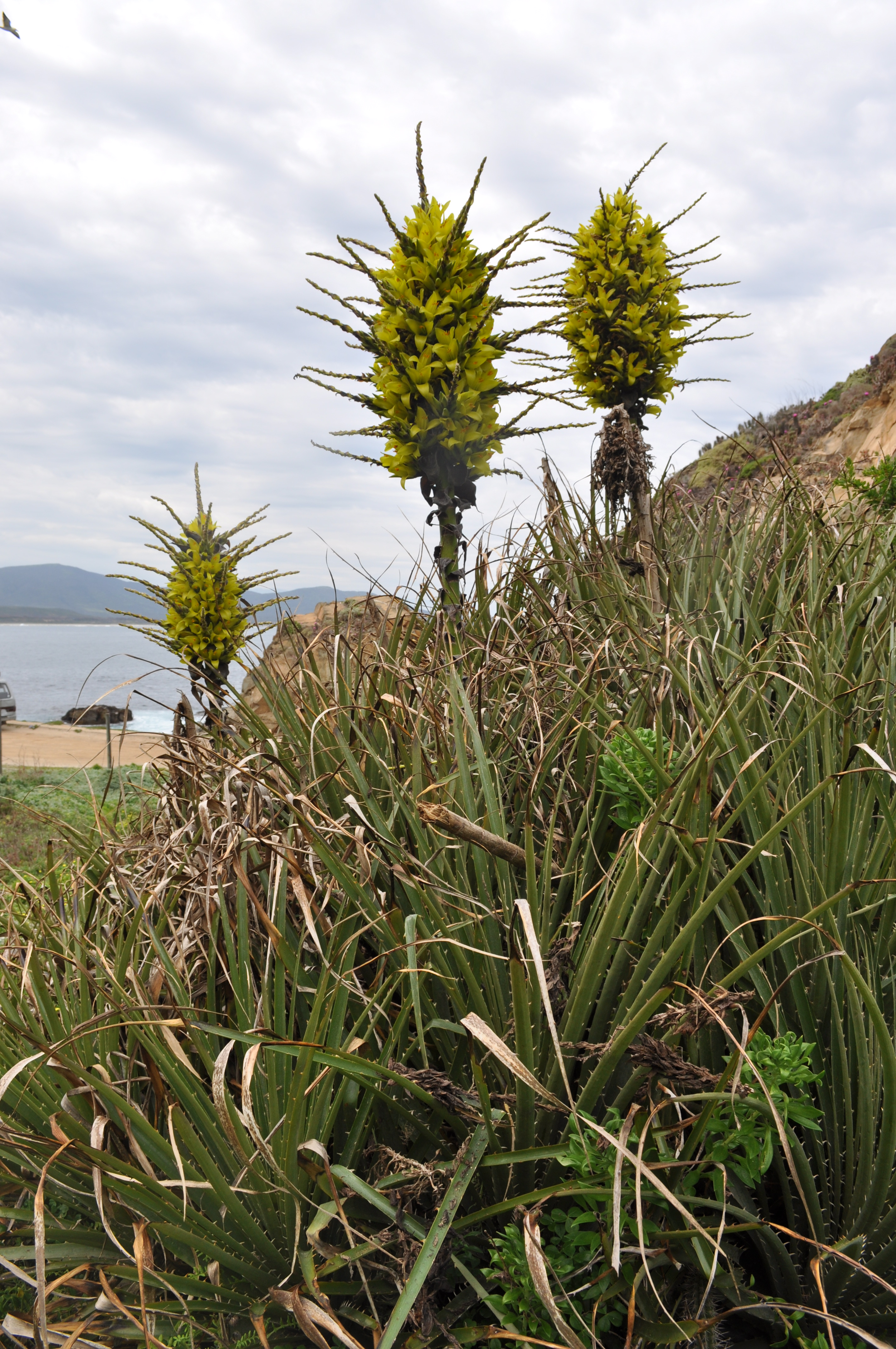
En su hábitat

Se propaga fácilmente a través de semillas, y siendo joven, es una planta ornamental de interiores. Crece bien en exteriores si es que es capaz de superar heladas ligeras, no debiendo exponerse a temperaturas nocturnas inferiores a 5 °C.  En regiones más frías, requiere de protección, y su crecimiento será mejor si se encuentra en un invernáculo o en maceta, permaneciendo en el interior durante el invierno. La Puya requiere de un suelo bien drenado, libre de calcáreo. Es una planta que tolera la sequía, pero que necesita abundante riego, especialmente en verano. Es susceptible a que se desarrollen hongos en su raíz si el invierno es húmedo. Soporta adecuadamente algo de sombra, pero crece de mejor manera si se encuentra a pleno sol.
Posee espinas, y las mismas, aún en plantas jóvenes, son muy agudas y lastiman, por lo que debe manipularse con cuidado, siendo recomendado el uso de protección, ropa gruesa y guantes, evitando ubicarlas en locaciones donde la exposición a espinas presente un riesgo.

## Hábitat
Crece en estribaciones áridas de los Andes del centro de Chile, así como también en las zonas costeras de suelo rocoso, entre la Región de Coquimbo y la Región del Biobío. Común en caras nortes de lomas del matorral chileno en áreas a 300-1000 m s. n. m..

## Conservación
No está considerada bajo amenaza. Se la halla dentro del matorral chileno; además es cultivada en muchas partes del mundo.

En su ambiente natural árido es altamente susceptible a inflamarse y a dañarse por causa del fuego generado por el hombre.

## Historia
El cronista español Diego de Rosales vivió en Arauco en 1638, en plena Guerra de Arauco y nos dejó algunas impresiones de la guerra y del uso que hacían los pueblos originarios con los troncos secos de las Puyas. 

Las valsas que hazen de magüei son las mas ligeras y mas durables, por ser el magüei de Chile diferente del mexicano, que es un tallo de tres baras que producen unas matas semejantes a las de los cardos silvestres, en la forma de un cirio, redondo, del gruesode una hacha: tiene la corteza dura, y por dentro, aunque no esta güeco, es tan fofa la materia que tiene, que es al modo de corcho, y en sacándose no pesa una paxa. Y assi de muchos magüeyes hazen una valsa ligerissima que caminas sobre la espuma del agua. Y quando sale el exercito de Chile a una campaña cuydan los capitanes prevenidos que cada soldado lleve tres o cuatro magüeyes , que ni pesan ni embarazan, y con eso llevan un barco ligero para pasar los ríos mas profundos. Y en Arauco, donde ay muchos magüeyes, vi siempre esta prevención quendo el exercito iba a pasar ríos caudalosos, como el de la Imperial, Quillin, Tolten y muchos otros. Y en los vados de lavapié, que son brazos de mar que entran por tres bocas, los barcos para aquel passage son valsas de magüei.
Diego de Rosales

De la misma forma Diego de Rosales se refiere al uso de balsas hechas con troncos de puyas que utilizaban los habitantes de las islas Santa María y Mocha. 

Los indios que habitan en medio de el mar en las islas de Santa Maria y la Mocha, con estas ligeras embarcaciones de magüei atrabiesasn el mar y van y vienen a tierra firme con sus casas y bastimentos, y en ellas pasan sus ganados, caballos, atados de pies y manos, y bueyes y bacas, sin hacer caso de las hondas del mar, aunque a los indios de la Mocha, por ser aquel mar proceloso, les ha costado muchas vidas el despreciar sus hondas y no guardar a tiempo mas sereno.

(…) hazen valsas muy grandes de magüeyes, qen que pasan treinta personas y trahen muchos carneros y otras cosas con que comerciar (…) Vienen cantando al son de los remos ciertas canciones en que piden al mar les dege pasar a comerciar prosperamente.
Diego de Rosales

Otro dato que nos entrega Diego de Rosales es que durante el alzamiento general de 1655 indígenas de Lavapié y Arauco pasaron desde tierra firme a la isla Santa María, matando al Corregidor de la isla, el capitán Pedro Fanegas, junto a otros españoles; tomaron por cautivas a la mujer del Corregidor y sus hijas e instigaron a los isleños a revelarse para combatir a los españoles.

## Usos
Los cogollos tiernos ubicados en los tallos centrales de la planta se comen crudos como ensalada y también se pueden agregar a las empanadas de pino.

## Taxonomía
Puya chilensis fue descrita por Juan Ignacio Molina y publicado en Saggio sulla Storia Naturale cel Chili . . . 160–161, 351. 1782.
Etimología
Ver: Puya
chilensis: epíteto geográfico que alude a su localización en Chile.
Sinonimia
- Pitcairnia chilensis (Molina) Lodd. ex Loudon, Hort. Brit.: 118 (1830).
- Puya suberosa Molina, Sag. Stor. Nat. Chili: 153 (1782).
- Pourretia coarctata Ruiz & Pav., Fl. Peruv. 3: 34 (1802).
- Pitcairnia coarctata (Ruiz & Pav.) Pers., Syn. Pl. 1: 344 (1805).
- Puya gigantea Phil., Linnaea 33: 246 (1865).
- Puya coarctata (Ruiz & Pav.) Fisch., Sert. Petrop.: t. 19 (1869).
- Puya quillotana W.Weber, Feddes Repert. 95: 577 (1984).[7]

## Nombres comunes
Se conocen distintos nombre regionales:
- Cardón, denominación común que se utiliza en la zona central de Chile.[8]
- Chagual, nombre común utilizado en el norte.[8]
- Montera.
- Pico espina.
- Puya, nombre común utilizado en el sur.[8]